# 筒井丑太郎
筒井丑太郎（日语：／ Tsutsui Ushitarō，1876年3月6日—1945年3月25日？），日本高知縣人，臺灣日治時期土木工程師。

## 生平
筒井丑太郎在1876年3月6日出生於高知縣。1882年進入安藝郡和喰小學校就讀，1887年編入香美郡第一高等小學校，1890年入讀高知縣尋常中學校，1895年畢業。同年赴第三高等學校土木工學科求學，1899年7月畢業，兩個月後擔任臺灣總督府民政部土木課技手。
1900年擔任臨時基隆港築港局技手，1903年與實業家今井周三郎之女結婚，1907年升任該局技師。1909年轉任臺灣總督府土木局打狗（今高雄市）出張所技師，參與打狗築港工事。1919年擔任該所所長，同年8月2日赴歐美視察，翌年返臺。1921年1月代理土木課長。1920年嘉南大圳工事開工後，獲推薦成為嘉南大圳組合技師長，遂於1922年1月以長年受疲勞、食慾不振、發燒等病症困擾，且罹患慢性瘧疾為由辭官，2月進入該組合工作。
1930年嘉南大圳完工後的生平已不可考。《朝日新聞》在1945年4月14日刊登一則報導，表示一名居於東京都世田谷區，名為「筒井丑太郎」的平民於3月25日去世，嗣子為筒井四滿治。該者可能是與筒井同名同姓的另一人，若該人確為筒井丑太郎，即意味著其自臺灣返日後居於東京，嗣子筒井四滿治可能比次女筒井敏更晚出生，亦有可能是筒井敏的婿養子。

## 家庭
筒井丑太郎之父為筒井清藏，1922年過世，其母筒井作治則於1905年逝世。1903年結婚後育有一男二女，其中次女為筒井敏，1909年出生。